# ساقه مژکی
در زیست‌شناسی، ساقهٔ مژکی یا آکسونیم (انگلیسی: Axoneme) یکی از قسمت‌های اصلی هر تاژک و مژک است. ۹ ریزلوله‌چه (توبول) مضاعف و ۲ ریزلوله‌چه واحد به‌وسیله مجموعه‌ای از اتصالات متقاطع پروتئینی به یکدیگر متصل شده‌اند و این مجموعه کلی ریزلوله‌چه‌ها و اتصالات متقاطع، ساقهٔ مژکی نامیده می‌شود. ساقه مژکی از غشاء سلولی و ماتریکس سیتوپلاسمی تشکیل شده‌است. 
ساقه مژکی شامل ۹ ریزلوله‌چه دوتایی در اطراف و ۲ ریزلوله‌چه تکی در مرکز است. این آرایش مشخصه ریزلوله‌چه‌های ساقه مژکی را به صورت ۲+۹ توصیف می‌کنند. انتهای مثبت تمام این ریزلوله‌چه‌ها در نوک مژک یا تاژک واقع است. در پایه این ساختار و در محل اتصال آن به سلول، جسم پایه‌ای قرار دارد که ساختار پیچیده‌ای شامل ۹ ریزلوله‌چه سه تایی (مشابه با ساختار سانتریول) دارد. لوله‌چه‌های A و B از هر ریزلوله‌چه سه‌تایی در جسم پایه‌ای به عنوان الگویی برای تشکیل ریزلوله‌چه‌های A و B در ۹ ریزلوله‌چه دوتایی ساقه مژکی عمل می‌کنند.